# 申宇哲
申宇哲（韓語：신우철），韓國電視劇導演。

## 作品

### 出演電視劇
- 2015年：SBS《深夜食堂》

### 電視劇
- 2004年：SBS《巴黎戀人》
- 2005年：SBS《布拉格戀人》
- 2006年：SBS《戀人》
- 2007年：KBS《你好！小姐》
- 2008年：SBS《On Air》
- 2009年：SBS《City Hall》
- 2010年：SBS《秘密花園》
- 2012年：SBS《紳士的品格》
- 2013年：MBC《九家之書》
- 2016年：《封神》
- 2018年：SBS《狐狸新娘星》
- 2019年：tvN《請融化我吧》
- 2023年：TV朝鮮《杜理安小姐》

## 獲獎
| 年份   | 大獎                | 獎項            | 作品             | 結果 |
| ------ | ------------------- | --------------- | ---------------- | ---- |
| 2009年 | 第45屆百想藝術大賞  | 電視部門 導演賞 | 《真愛On Air》   | 獲獎 |
| 2011年 | 第6屆首爾國際電視節 | 韓流最佳導演    | 《她的秘密花園》 | 獲獎 |

## 外部連結
- NAVER搜索 （页面存档备份，存于）
- 详讯：申宇哲凭《On Air》获电视类最佳导演奖 （页面存档备份，存于）